# Смит Вилиџ (Оклахома)
Смит Вилиџ (енгл. Smith Village) град је у америчкој савезној држави Оклахома.

## Демографија
По попису из 2010. године број становника је 66, што је 26 (65,0%) становника више него 2000. године.
| Група             | 2000.      | 2010.      |
| Белци             | 33 (82,5%) | 47 (71,2%) |
| Афроамериканци    | 0 (0,0%)   | 7 (10,6%)  |
| Азијати           | 0 (0,0%)   | 0 (0,0%)   |
| Хиспаноамериканци | 3 (7,5%)   | 1 (1,5%)   |
| Укупно            | 40         | 66         |